# Вацлав Горак
Вацлав Горак (чеськ. Václav Horák, 27 вересня 1912 — 15 листопада 2000, [[]]) — чехословацький футболіст, що грав на позиції нападника. По завершенні ігрової кар'єри — тренер.
Виступав за клуби «Вікторія» (Пльзень) та «Славія», у складі якої — чемпіон Чехословаччини і володар Кубка Мітропи, а також національну збірну Чехословаччини.

## Клубна кар'єра
У дорослому футболі дебютував 1934 року виступами за команду клубу «Вікторія» (Пльзень), в якій провів два сезони. 
1936 року перейшов до клубу «Славія», за який відіграв 3 сезони.  За цей час виборов титули чемпіона Чехословаччини і володаря Кубка Мітропи. Завершив професійну кар'єру футболіста виступами за команду «Славія» (Прага) у 1939 році.

## Виступи за збірну
1934 року дебютував в офіційних матчах у складі національної збірної Чехословаччини. Протягом кар'єри у національній команді, яка тривала 5 років, провів у формі головної команди країни 11 матчів, забивши 5 голів.
У складі збірної був учасником чемпіонату світу 1938 року у Франції.

## Кар'єра тренера
Розпочав тренерську кар'єру невдовзі по завершенні кар'єри гравця, 1942 року, очоливши на один сезон тренерський штаб клубу «Банік». Згодом, 1948 року, знову повертався на тренерський місток «Баніка»]].
Помер 15 листопада 2000 року на 89-му році життя.

## Титули і досягнення
- Чемпіон Чехословаччини (1):

«Славія»: 1936-1937
- Володар Кубка Мітропи (1):

«Славія»: 1938